# Peuribu
Peuribu is een bestuurslaag in het regentschap Aceh Barat van de provincie Atjeh, Indonesië. Peuribu telt 1091 inwoners (volkstelling 2010).